# Ешвеге
Ешвеге (нім. Eschwege) — місто в Німеччині, знаходиться в землі Гессен. Підпорядковується адміністративному округу Кассель. Входить до складу району Верра-Майснер.
Площа — 63,27 км2. Населення становить 19 365 ос. (станом на 31 грудня 2020).

## Персоналії
- Таня Байєр (*1974) — німецька дипломатка. Генеральний консул Німеччини в Донецькі/Дніпро (з 2021)